# Shizuka Nishida
Shizuka (西田静香 Nishida Shizuka?) (6 de marzo de 1988; es una cantante japonesa de la banda nipona Dream, así como vocal de la subunidad E-girls.

## Banda / Grupos
- Dream (2002-)
- E-girls (2011-)
- DANCE EARTH PARTY (2014)

## Cine / Televisión
- Koibumi Biyori [2014]
- Red Skies At Night

## Participación de Shizuka en las canciones de E-girls
- (Como vocalista)

- (Sencillos)
- Celebration!

1. Celebration!
2. CAT'S EYE

- One Two Three

1. One Two Three
2. Tadaima!

- "Follow Me"

1. Suki Desuka?
2. Himawari (E-Girls Version)

- THE NEVER ENDING STORY

1. THE NEVER ENDING STORY
2. JUST IN LOVE

- CANDY SMILE

1. CANDY SMILE
2. love letter

- Gomennasai no Kissing You

1. Gomennasai no Kissing You
2. Koi no Boogie Woogie Train

- Kuru kuru

1. Kuru Kuru
2. Sayonara
3. Winter Love ~Ai no Okurimono~
4. I Heard A Rumour ~Uwasa Wassap!~

- Diamond Only

1. Diamond Only

- E.G. Anthem -WE ARE VENUS-

1. E.G Anthem -WE ARE VENUS-
2. Chocolat

- "Odoru Ponpokorin"

1. Ureshii! Tanoshii! Daisuki!

- Highschool♡love

1. Highschool♡love

- Mr. Snowman

1. Mr. Snowman
2. Move It! -Dream & E-girls TIME-

- (Álbumes)
- [Lesson 1]

1. Shiny girls

- [COLORFUL POP]

1. RYDEEN ~Dance All Night~
2. A S A P
3. Mirai e
4. Yakusoku no Basho

- [E.G. TIME]

1. Music Flyer
2. Rock n Roll Widow
3. Jiyou no Megami ~Yuvuraia~
4. Kibou no Hikari ~Kiseki wo Shinjite~ (Dream & E-girls version)